# Fiestas de La Peregrina
Las Fiestas de La Peregrina son las fiestas patronales y principales fiestas de la ciudad española de Pontevedra, que se celebran anualmente durante nueve días a partir del segundo sábado de agosto en honor a la Virgen Peregrina, patrona de la provincia de Pontevedra.

## Historia

### Origen de las Fiestas de La Peregrina
Las Fiestas de La Peregrina, en honor a la Virgen Peregrina, patrona de la provincia de Pontevedra y guía del Camino de Santiago Portugués, tienen un origen devocional que se remonta al siglo XVIII. En 1753, se fundó la Cofradía de la Virgen Peregrina y, en 1757, se trasladó su festividad del 21 de noviembre al segundo domingo de agosto para aprovechar el buen tiempo y facilitar la asistencia de los fieles a los festejos religiosos.
En ese mismo siglo XVIII, las fiestas incorporaron una danza gremial de cintas, una tradición nacida en ese siglo que reflejaba la implicación de los distintos gremios y oficios en las celebraciones.

### Apogeo de las Fiestas de La Peregrina en elsigloXIX
A lo largo del siglo XIX, las fiestas de La Peregrina de Pontevedra se afianzaron como un acontecimiento social y cultural de gran importancia. Fue en esta época cuando se comenzaron a incorporar, además de los actos religiosos como misas y procesiones, recepciones, juegos florales y la asistencia de destacadas personalidades de la época, entre ellas políticos y diputados. Durante los festejos la ciudad empezó a transformarse en un hervidero de vida y celebración, atrayendo a personas de distintos sectores. 
También durante el siglo XIX, los gigantes y cabezudos se sumaron a los desfiles de las Fiestas de la Virgen Peregrina, ampliando su presencia más allá del Corpus Christi, como era habitual, para integrarse plenamente en el programa festivo, tanto religioso como laico, de la ciudad. Desde entonces, se convirtieron en protagonistas del inicio de las celebraciones, acompañando la comitiva de la ofrenda floral, la procesión y otras actividades populares. La tradición de estas figuras en Pontevedra tiene raíces más antiguas, ya que se remonta al siglo XVI, cuando formaban parte de las procesiones del Corpus, como ocurría en muchas ciudades españolas de la época. Su presencia está documentada en las actas municipales desde entonces, lo que confirma su uso oficial en celebraciones tanto religiosas como cívicas. Este ritual ancestral mantiene viva la conexión con los orígenes históricos de la fiesta.

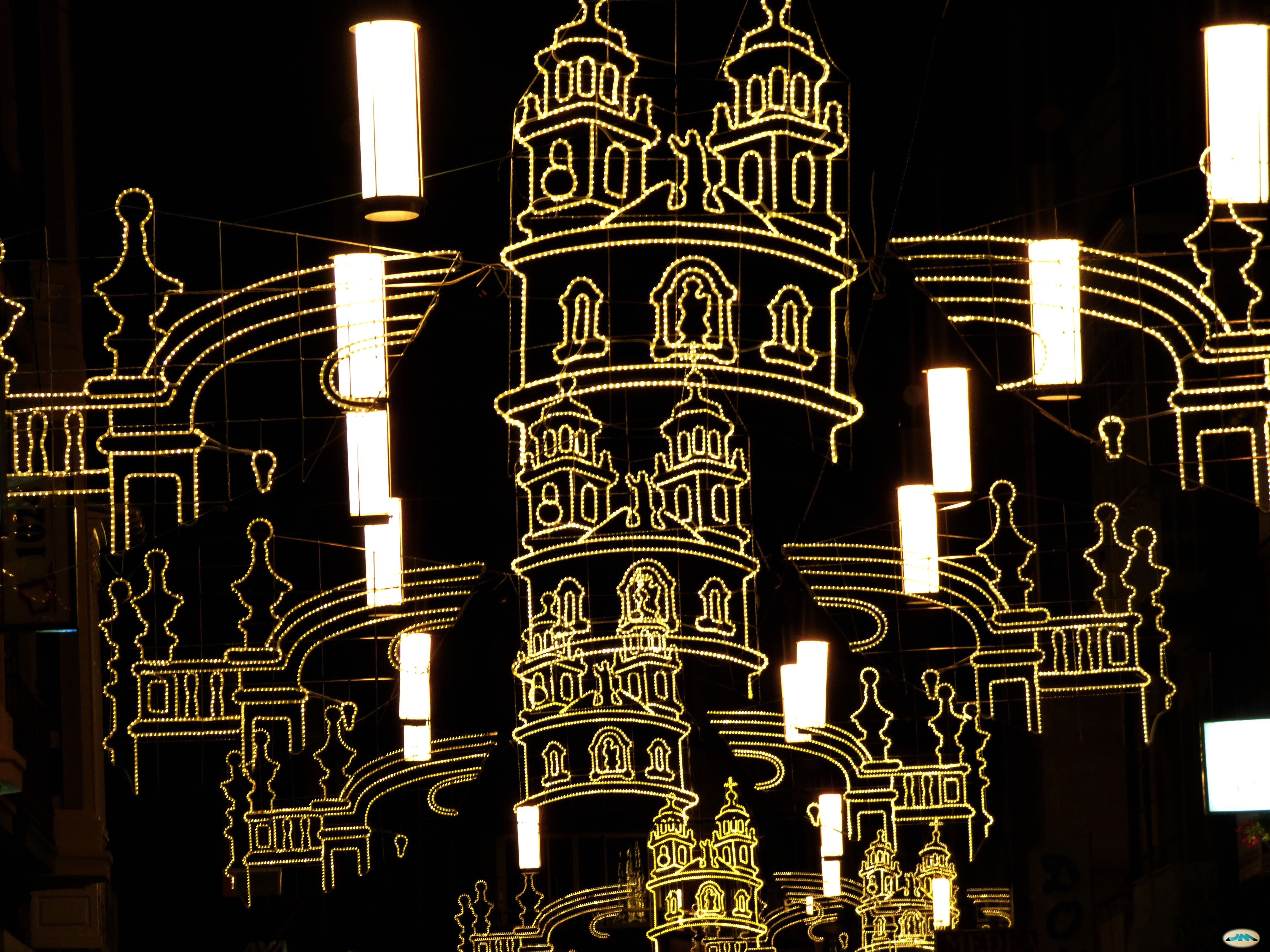
Iluminación festiva durante las fiestas de 2014.

A finales del siglo XIX, las Fiestas de La Peregrina no solo incluían eventos religiosos y folclóricos, sino también certámenes literarios y culturales, marcando una clara evolución de los festejos. Entre 1880 y 1888, las fiestas incorporaron actividades culturales de relevancia, como los Juegos Florales, ceremonias literarias que evidenciaban la creciente sofisticación de la programación festiva. La Exposición Regional Gallega de 1880, inaugurada el 5 de agosto con la presencia de destacadas figuras como Eugenio Montero Ríos, se celebró durante las Fiestas de La Peregrina en la casa consistorial, el Colegio de la Compañía y un pabellón en la Alameda, y fue visitada por unas 16.000 personas. Mostró una amplia variedad de productos gallegos, desde alimentos y bebidas hasta cerámica, alfarería, encajes, instrumentos musicales y trabajos escolares. También incluyó muestras de arte, horticultura, viticultura y orfebrería. Se celebraron juegos florales en el Teatro del Liceo Casino, con un jurado literario de renombre y premios a escritores como los hermanos Muruais. La ciudad fue iluminada con focos eléctricos, y se editó una guía especial para la ocasión. En agosto de 1888, el comercio de Pontevedra financió la iluminación de las Fiestas de La Peregrina, destacando en el programa la espectacular iluminación eléctrica de la Alameda durante la noche del día 18. Aquella velada estuvo marcada por la instalación de numerosos arcos voltaicos entre la frondosidad de los árboles, creando un efecto visual deslumbrante y novedoso para la época.
También a finales del siglo XIX, las llamadas corridas marítimas en As Corvaceiras pasaron a formar parte del programa festivo de agosto. Durante estas singulares celebraciones, se capturaban delfines con redes mientras desde la costa el público lanzaba vítores y aclamaciones, convirtiendo el evento en un espectáculo popular.
Asimismo durante las fiestas se popularizaron las corridas de toros a partir de 1892, organizadas inicialmente en plazas provisionales de madera, antes de la construcción del coso definitivo de San Roque. Estas corridas tenían un precedente histórico, ya que desde el siglo XVII se celebraban en la plaza de la Herrería, que era cercada con vallas de madera para la ocasión.

### La Fiestas de la Peregrina en elsigloXX
A lo largo del siglo XX, las Fiestas de La Peregrina se afianzaron como una celebración popular, llena de colorido y participación vecinal. Las verbenas por barrios, los juegos florales, las exhibiciones culturales y deportivas, así como la creciente afluencia de público, convirtieron la ciudad en un animado escenario festivo. Durante este periodo, la programación se diversificó y se incorporaron actos que marcaron época como las exhibiciones aéreas, reflejando el arraigo y la evolución de unas fiestas cada vez más multitudinarias.
En la primera mitad del siglo XX las verbenas constituían el corazón de las celebraciones. Se organizaban por barrios y las plazas se decoraban con farolillos, creando un ambiente festivo y colorido.
Durante las Fiestas de La Peregrina de 1911, consideradas unas de las más memorables de la época, se celebraron importantes acontecimientos culturales y sociales. Uno de los actos centrales fueron los Juegos Florales, presentados la noche del 25 de agosto en el Teatro Principal ante una multitud de asistentes, con José Francos Rodríguez como brillante mantenedor. Entre los poetas premiados destacó Gerardo Álvarez Limeses. Ese mismo año, la ciudad acogió también la Gran Semana de la Aviación, con exhibiciones del célebre aviador Léonce Garnier, quien realizó audaces vuelos los días 20 y 23 de agosto en un monoplano Blériot XI sobre el campo de la Junquera (actual estadio de Pasarón), alcanzando los 300 metros de altitud y realizando descensos hacia el público. La afluencia de visitantes fue tal que hoteles y casas de comidas se vieron obligados a cerrar sus puertas por saturación. El 27 de agosto se organizó una procesión cívica frente al Palacio de la Diputación, que culminó con la inauguración del Monumento a los Héroes de Puente Sampayo. Como colofón de estas fastuosas celebraciones, se inauguró la avenida de Buenos Aires, obra impulsada por Casimiro Gómez.
La batalla de flores, heredera de los antiguos juegos florales, junto con los eventos deportivos, eran actos tradicionales de las Fiestas de La Peregrina de este período que aún perduran. A todo ello se sumaban los concursos de escaparates y balcones, ya presentes en 1927, los espectáculos de fuegos acuáticos, los paseos de moda por la Alameda y curiosidades como un concurso femenino de vestidos de 4 pesetas incluido en el programa de 1926, que dan cuenta de la riqueza y diversidad de las actividades durante las fiestas.
En 1948, tras recuperarse de una grave cogida, el torero Julián Marín donó su capote para confeccionar un manto rojo para la Virgen Peregrina. En 1953, la Diputación Provincial de Pontevedra decidió nombrar a la Divina Peregrina Patrona de la ciudad y de todos los municipios de la provincia de Pontevedra, estableciendo además la celebración de una ofrenda anual a la Virgen durante las fiestas de La Peregrina, el segundo domingo de agosto.
En 1961, las fiestas de La Peregrina duraron 18 días, del 3 al 20 de agosto, e incluyeron un prólogo benéfico en julio, con un festival dedicado a la lucha contra el cáncer, así como el II Festival de la Canción Gallega. La Plaza de Toros acogió zarzuelas, con la compañía de Amadeo Vives actuando cuatro noches consecutivas, además de teatro clásico, ballet español y diversos eventos deportivos y musicales tanto en el Teatro Malvar como en el coso taurino. La programación principal de las fiestas tenía lugar en la plaza de toros, que se convertía en el gran foco de atracción, animando la afluencia de público hacia las barracas y los tiovivos instalados en la Alameda y en la Gran Vía de Montero Ríos.

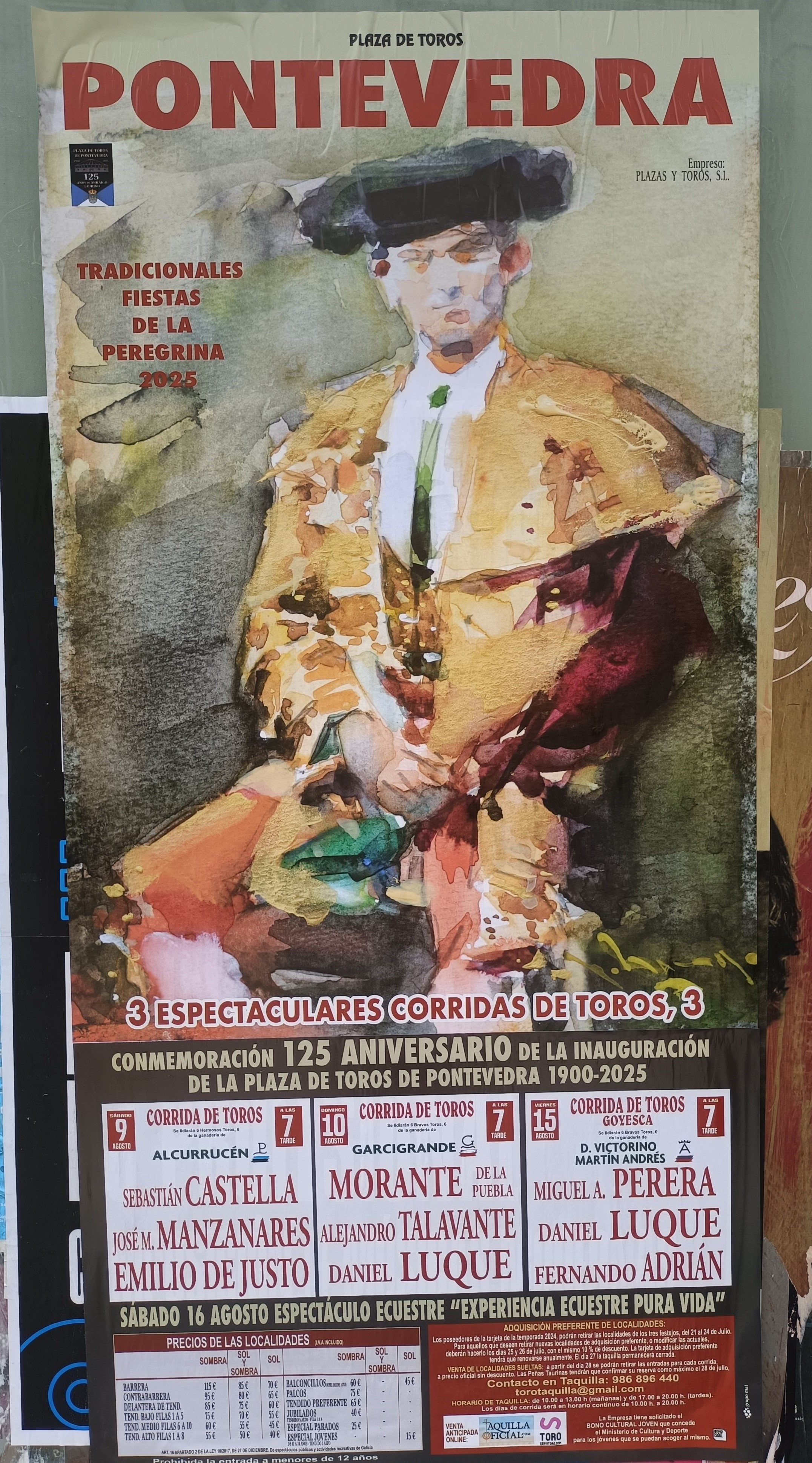
Cartel taurino de las Fiestas de la Peregrina de 2025.

Entre 1968 y 1975, las Fiestas de La Peregrina mantuvieron viva una programación profundamente arraigada en la tradición popular pontevedresa. Las misas y procesiones en honor a la Virgen, con carrozas destacadas, junto con la presencia de gigantes y cabezudos, constituían los actos más esperados. La figura de la reina de las fiestas era también un elemento emblemático de estas ediciones. La música ocupaba un lugar central, con fanfarrias, bandas y bailes como el tradicional Baile de la Peregrina. No faltaban las ofrendas florales, los eventos gastronómicos ni expresiones folclóricas como la Danza de Espadas, que contribuían a reforzar el carácter festivo y cultural de unas celebraciones muy participativas.
En los años 1980, las Fiestas de La Peregrina apostaron por una fórmula tradicional basada en la música, el deporte y el folclore como ejes fundamentales de su programación. Las Fiestas comenzaron a incorporar un número creciente de atracciones que marcaron una evolución. En la edición de 1982, se registró una presencia inédita de carruseles y propuestas lúdicas, con la llegada por primera vez a Pontevedra de atracciones como el Barco Vikingo, La Bailarina o La Araña. Las distintas ediciones de las fiestas, como la de 1985, mantenían un marcado carácter continuista. En esos años los conciertos tenían lugar en el Pabellón de Deportes de Pontevedra, donde actuaron cantantes como Joan Manuel Serrat y grupos destacados de la época, como la Orquesta Mondragón o Nacha Pop.
En los años 1990, las Fiestas de La Peregrina dieron un salto cualitativo en el ámbito musical, consolidándose como un referente con artistas internacionales de primer nivel. A partir de 1992, el estadio de Pasarón fue acondicionado para acoger grandes conciertos con actuaciones destacadas de artistas de renombre como Joe Cocker o Mecano.

### Transformaciones recientes en elsigloXXI
La tradicional coronación de las reinas de las fiestas, que durante años marcó el comienzo de la celebración, fue suprimida en 1999. En el año 2000, se instauró la jornada dedicada a los niños como cierre oficial de las celebraciones. Organizada por iniciativa del Ayuntamiento de Pontevedra, esta jornada coincidente con el lunes después del final de las fiestas pasó a ofrecer todas las atracciones a mitad de precio, convirtiendo este último día de fiesta en una celebración especialmente pensada para el público infantil.
En el siglo XXI las fiestas siguieron siendo multitudinarias. Han ofrecido hasta el presente una programación diversa y completa que combina música, cine al aire libre, actividades infantiles, exposiciones artesanales, deportes, atracciones, la histórica feria taurina y tradiciones populares. En 2022, tras una obligada inactividad durante la pandemia de COVID-19, las fiestas recuperaron su esplendor, incorporando una programación más descentralizada con actividades en distintos barrios, además de conciertos, teatro y feria.

## Descripción
Las Fiestas de La Peregrina en Pontevedra combinan actos religiosos, como la procesión de la Virgen, con celebraciones populares que incluyen conciertos, verbenas, feria taurina, fuegos artificiales y la Batalla de Flores, todo en un ambiente festivo y tradicional.

### Pregón
Las fiestas de La Peregrina comienzan con el tradicional pregón, chupinazo y traca o lanzamiento del cohete desde el balcón de la Casa consistorial de Pontevedra a cargo de una personalidad relacionada con la ciudad y siguen un programa variado. Algunos de los pregoneros en los últimos años han sido: Teresa Fernández-Valdés, Manuel Jabois, Pepe Solla, Kiko da Silva, Javier Gómez Noya o Manuel Moldes.

### Actos religiosos y  tradicionales

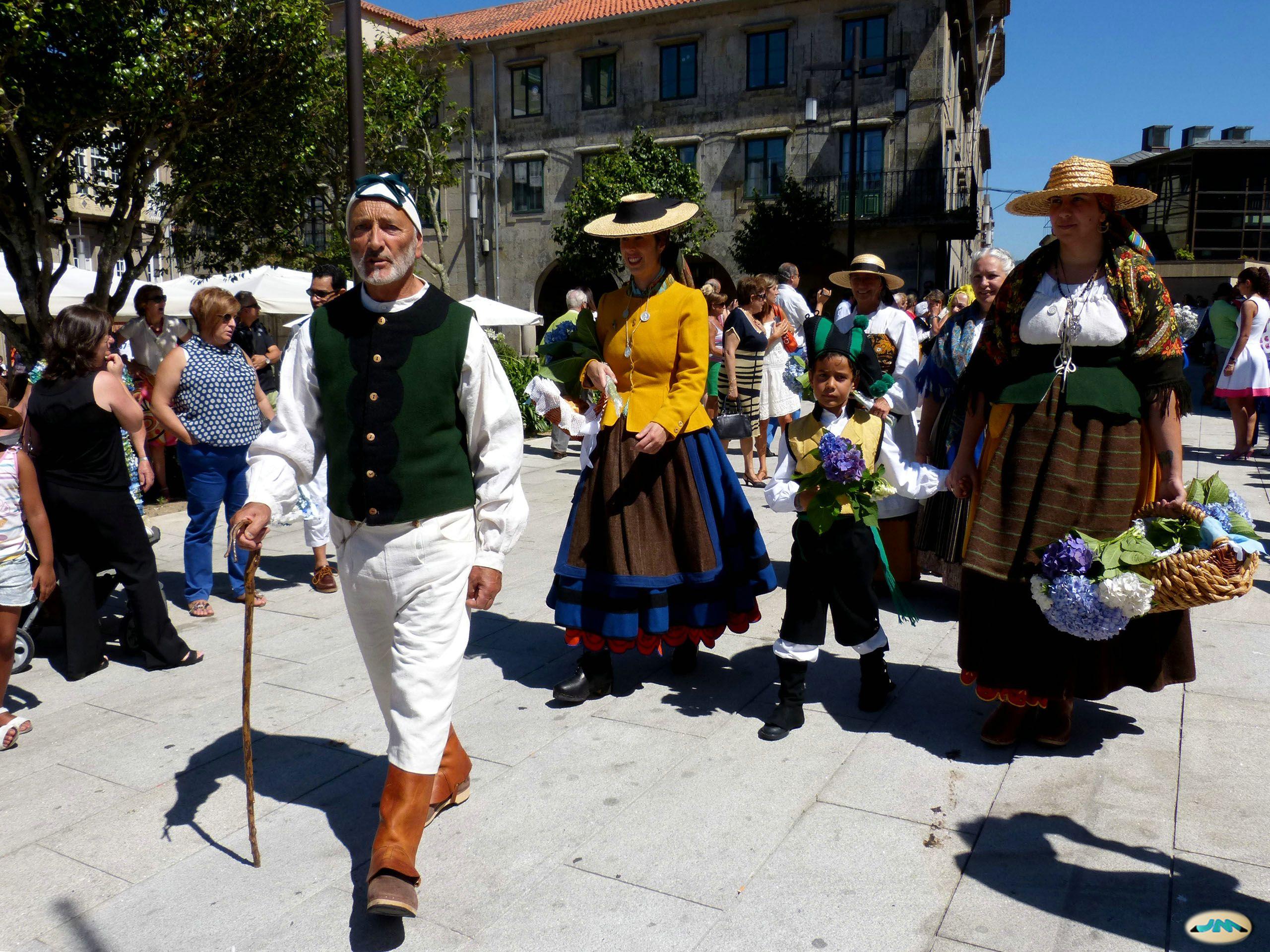
Ofrenda floral a la Virgen Peregrina.

Según la tradición, la carroza procesional de la Virgen desfila por la calle Michelena desde la plaza de España hasta la iglesia de la Virgen Peregrina. La carroza es guiada por niñas y niños que visten el tradicional traje de peregrino. A ello se suma la tradicional ofrenda floral a la Virgen en la iglesia. La plaza de la Peregrina acoge la actuación de grupos folclóricos locales y de otras regiones, que desfilan previamente ataviados con trajes tradicionales de vivos colores y adornos minuciosos acompañados por gaiteros, charangas, cabezudos y figuras festivas, hasta la llegada de la carroza de la Virgen.
Entre los actos religiosos más emblemáticos de las fiestas destacan la misa pontifical y la solemne procesión con la imagen de la Virgen Peregrina por las calles del centro de la ciudad, a la que sigue la ancestral danza gremial de cintas, recuperada en 1992. Esta danza gremial de cintas se realiza con cinco parejas de bailarines, un portador del palo del que cuelgan y se distribuyen las cintas, un gaitero y un tamborilero.

### Festividades populares y ocio
La programación festiva incluye la animada Batalla de Flores por las calles Doctor Loureiro Crespo, Benito Corbal, Cobián Roffignac y Padre Amoedo hasta la avenida de Buenos Aires, un vistoso desfile de carrozas acompañado por comparsas y charangas. El desfile de carrozas decoradas se acompaña de gigantes y cabezudos abriendo el paso, agrupaciones musicales, bailarines y animación de calle.
La feria y las atracciones, con tiovivos, coches de choque y barracas, entre otras muchas atracciones, se instalan en la Alameda, la Gran Vía de Montero Ríos y la Avenida Reina Victoria, convirtiéndose en un punto de encuentro para vecinos y visitantes. Los conciertos y la música folclórica llenan de ambiente plazas como la plaza de la Herrería o la plaza de España. Las verbenas se celebran en la Gran Vía de Montero Ríos mientras que los pasacalles, protagonizados por agrupaciones folclóricas, recorren el centro de la ciudad y llenan de música y tradición las calles durante las fiestas.

### Música

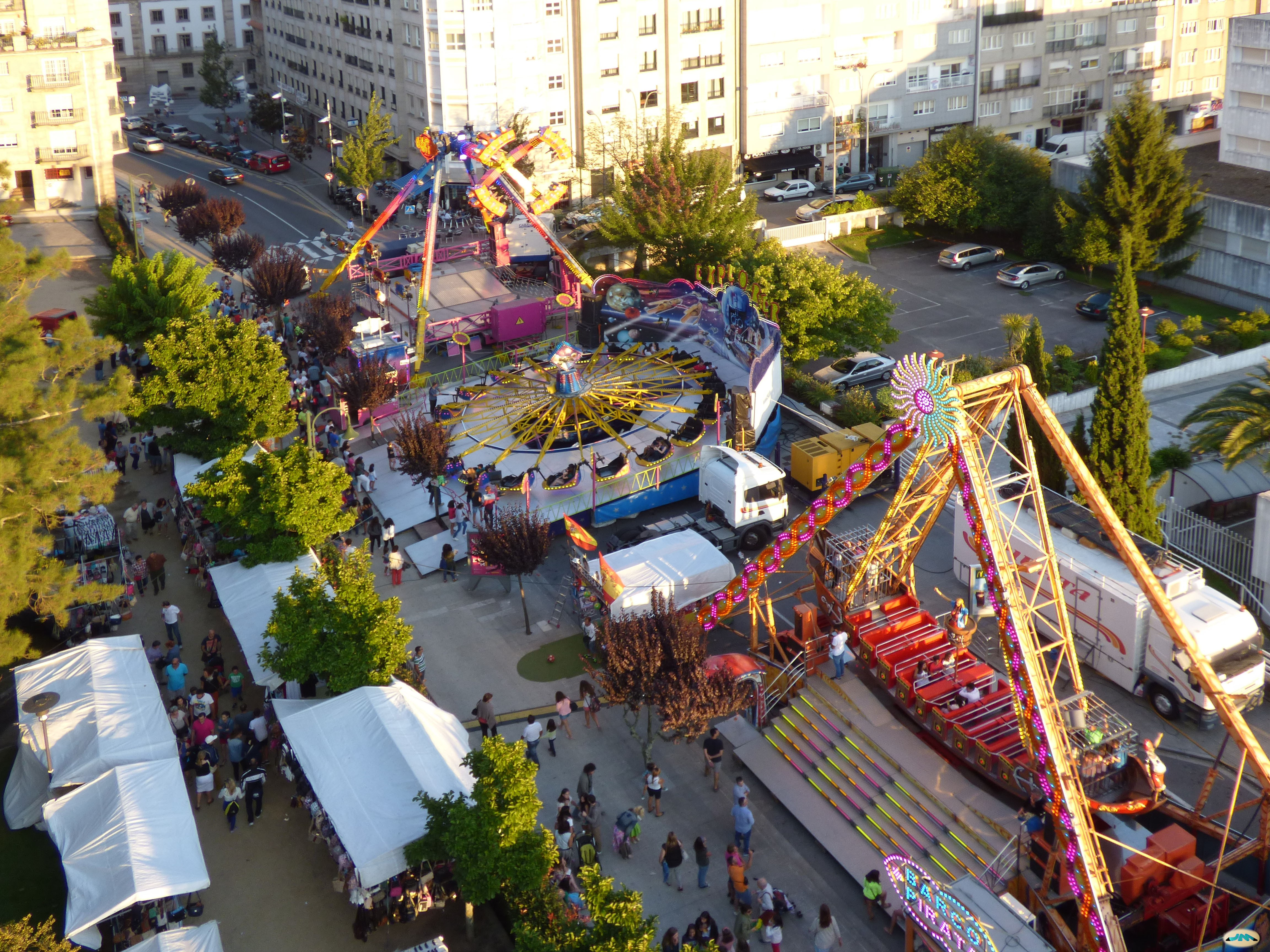
Atracciones en la Avenida Reina Victoria.

Los conciertos de música son una parte importante de la Semana Grande de Pontevedra. Un precedente destacado de los grandes conciertos de las fiestas de La Peregrina fue el ofrecido por Xavier Cugat en 1954. Dentro del programa oficial de las fiestas o a lo largo del verano pontevedrés se han incluido conciertos de importantes artistas, especialmente desde los años 1990, como: Jennifer Lopez, Elton John, Joe Cocker, Julio Iglesias, Mecano, Alejandro Sanz, Depeche Mode, UB40, Ray Charles, Pablo Alborán, Fangoria, Miguel Bosé, Vanesa Martín, Raphael, La La Love You , Antonio Orozco, Luz Casal, Abraham Mateo, Ana Belén, Lola Índigo, Paloma San Basilio o Rosario Flores, entre otros.

### Feria taurina
La feria taurina de Pontevedra suele extenderse durante dos o tres fines de semana de agosto, coincidiendo con las Fiestas de La Peregrina y su día central, el segundo domingo de agosto. Históricamente la feria llegó a incluir hasta cuatro corridas además de novilladas, aunque actualmente se suelen programar dos o tres corridas de toros (a veces con novillada adicional). La feria ha contado con figuras destacadas del toreo como José Tomás, El Juli, Morante de la Puebla o Sebastián Castella entre otros, y ganaderías como Alcurrucén o Santiago Domecq. La feria se acompaña de las famosas Noches de Peñas, con más de 40-50 peñas que inundan de color y ambiente festivo los tendidos, especialmente en sol.

### Fuegos artificiales
Cada edición de las fiestas comienza con un espectáculo pirotécnico la noche del segundo sábado de agosto y culmina el tercer domingo de agosto por la noche con el espectáculo de fuegos artificiales lanzados entre los puentes del Burgo y de Santiago, que iluminan la noche de Pontevedra. También hay fuegos artificiales el 15 de agosto en el barrio de San Roque.

### Carteles
Durante años, los carteles de las Fiestas de la Peregrina fueron obra de reconocidos pintores pontevedreses como Rafael Alonso, Rafael Úbeda, Manuel Moldes, José Lorenzo Macías o Xosé Barreiro, que convirtieron el cartelismo en una forma de arte. Ya fuera por encargo o por concurso, solían representar como elemento central o secundario la iglesia o las torres de la Peregrina. De estilos variados - impresionistas, surrealistas, costumbristas, modernos o posmodernos -, muchos de estos carteles se conservan hoy en la Biblioteca Pública del Estado, el Museo de Pontevedra o colecciones privadas.